# Shabazz The Disciple
Shabazz the Disciple, de son vrai nom David Collins, est un rappeur américain. Il est également membre des groupes Sunz of Man et Wu-Tang Killa Bees. Shabazz est considéré par la presse spécialisée comme un pionnier du genre horrorcore.

## Biographie
Collins est probablement reconnu tout d'abord pour son apparition dans le single Diary of a Madman des Gravediggaz en 1994, et son duo controversé dans Death Be the Penalty en 1995. Il forme le duo The Disciples avec Killah Priest, et plus tard Celestial Souljahz avec Freestyle des Arsonists.  
Shabazz publie quelques singles au milieu des années 1990, tels que Death Be the Penalty, Crime Saga, The Lamb's Blood ou encore Street Parables, en anticipation du LP prévu début 1998 sur label de GZA, GZA Entertainment. Cependant, il cesse sa relation avec le Wu-Tang Clan, qui, à rude épreuve, réduit ses affiliations.
Shabazz publie son premier album solo, The Book of Shabazz (Hidden Scrollz), le 7 octobre 2003.
En 2011, Shabazz annonce un nouvel album solo, Hood Scriptures, produit par DJ Extremidiz, au label Metal Barz/ Chambermusik Special Products, et distribué par Fat Beats Distribution.

## Discographie

### Albums studio
- 2003 : The Book of Shabazz (Hidden Scrollz)
- 2006 : The Passion of the Hood Christ
- 2008 : Welcome to Red Hook Houses

### Singles
- 1995 : Death Be The Penalty
- 1995 : Crime Saga (Death Be the Penalty - The Sequel)
- 1996 : The Lamb's Blood
- 1997 : Street Parables / Organized Rime (Pt. II)
- 1998 : Introducing: Ghetto Apostles
- 2000 : Brooklyn Bullshit
- 2003 : Red Hook Day / Thieves In Da Nite (Heist)

### Apparitions
- 1994 : Diary of a Madman (Killah Priest et Scientific Shabazz)
- 1997 : Elimination Process (Gravediggaz)
- 2011 : The Night the Earth Cried (Tha Trickaz feat. Ali)